# Apodiscus
Apodiscus Hutch. é um género botânico pertencente à família Phyllanthaceae, subfamília Antidesmatoideae.
A única espécie do gênero é encontrada na África ocidental.

## Espécies
- Apodiscus chevalieri  ( Hutchinson )